# Ballagi Károly
Ballagi Károly született Bloch Károly néven (Buj, 1824. április 24. – Miskolc, 1888. november 21.) királyi tanácsos és tanfelügyelő, Ballagi Mór öccse.

## Élete
Középiskoláit Pápán, a jogot Debrecenben és a pesti egyetemen végezte. Pápán Tarczy, Pesten Török Pál vette pártfogásába, és szerzett számára állást. Ezután nevelő volt Aradon. 1848–1849-ben részt vett a szabadságharcban és mint honvédfőhadnagy Buda ostrománál megsebesült; azután nevelő lett Pesten 1850–1851 között, egyúttal segédtanárként az evangélikus gimnáziumban is működött. 1852-ben rendes tanárul választották a kecskeméti iskolához; innét 1856-ban Nagykőrösre hívták a német nyelv és irodalom tanári állására, melyet 1869-ig megtartott. Együtt tanárkodott Arany Jánossal, Szász Károllyal, Szilágyi Sándorral, majd a tanítóképző tanára lett. Eötvös József Vas vármegye másodtanfelügyelőjévé, majd 1870. június 20-án Sopron- és Moson vármegye első tanfelügyelőjévé nevezte ki, itt megalapította és szerkesztette a Sopron című lapot. Soproni évei alatt megkapta a királyi tanácsosi címet. 1880-ban Trefort Ágoston Borsod vármegyébe, Miskolcra nevezte ki tanfelügyelőnek. Miskolcon töltött évei alatt három könyve  jelent meg. Ezek közül a megye iskoláinak történetéről írt munkája forrásértékű. Rendszeresen publikált a Borsodmegyei Lapokban, a Miskolcznak munkatársa volt.

## Munkái
- Praktischer Lehrgang zur Erlernung der ungarischen Sprache. Pest, 1847. (2. kiadás. Pest, 1851.)
- Német nyelvtan. Pest, 1848. (2. kiadás. Pest, 1852. 3. kiadás, 1854. 5. kiadás, Pest, 1862.  9. kiadás, Budapest, 1874. 10. kiadás, 1877. 11. kiadás, 1878. 12. kiadás, 1884. 13. kiadás, 1887.)
- A német helyesírás szabályai. Pest, 1851.
- Történeti életrajzok. Pest, 1852, két kötet. (Batizfalvy Istvánnal. Ismertetése Pesti Napló 582. 583. Magyar Hírlap, 873. szám)
- Aranybánya. Képes ABC. Pest, 1852. (Batizfalvy Istvánnal. 2. kiadás. Pest, 1860.)
- Az állatvilág csodái. Pest, 1853. („Egy kecskeméti tanártól”.)
- Német olvasókönyv; közép- és alreáliskolák számára. Pest, 1853. (2. kiadás, 1853., 3. kiadás, 1856., 4. kiadás, 1863., Pest, 5. kiadás, 1875. Budapest)
- Regék és elbeszélések, Pest, 1855. („Egy nagykőrösi” név alatt.)
- Magyar feladatok a német nyelv gyakorlására. Pest, 1857. (2. kiadás, 1861.)
- Geschichte Ungarns für Volksschulen. Pest, 1860.
- Magyarország története. Pest, 1861. (2. kiadás. Pest, 1865. Nagy Lászlóval együtt. 11. kiadás, Budapest, 1874., 12. kiadás, 1875., 13. kiadás, 1876., 15. kiadás, 1878., 20. kiadás, 1884. 21. kiadás, 1885., 22. kiadás, 1886., 23. kiadás, 1887. Budapest)
- Magyarország és Erdély története izraelita népiskolák számára 1862. és 1868.
- Der ungarische Sprachmeister. Pest, 1864. és 1868.
- A földgömb és egy kis csillagászati földrajz. Pest, 1870.
- Egyetemes földrajz. Pest, 1871., Budapest, 1874. és 1878., három kötet. (Király Pállal együtt.)
- Földrajz népiskolák számára. Budapest, 1877. 3 évfolyam. I. évf. 2. kiadás. Budapest, 1878. II. évf. 2. kiadás, 1877. 5. kiadás 1886. III. évf. 2. kiadás, 1878. 4. kiadás, 1883. 5. kiadás, 1886. Budapest. (Ismertetése Új Magyar Sion 1878.)
- Vezérkönyv a földrajz tanításában tanítók számára. Budapest, 1877.
- A magyar birodalom leírása különös tekintettel az 1876. XXXIII. törvénycikkre. Budapest, 1877. (Különnyomat az Egyetemes Földrajz III. kötetéből.)
- A falusi gyermek népiskolai kézikönyve. Miskolc, 1883. („Szikor József” álnév alatt.)
- Adalékok Borsodmegye népiskoláinak történetéhez. Miskolc, 1885.
- Borsodmegye földrajza. Miskolc, 1886.